# Proceratium
Proceratium é um gênero de insetos, pertencente a família Formicidae.